# Мунтжак чорний
Мунтжак чорний (Muntiacus crinifrons) — вид парнокопитних ссавців родини оленеві (Cervidae). Зустрічається в змішаних лісах Східного Китаю. Популяція чорного мунтжака скорочується і налічує 5000-6000 особин. Зовні він нагадує мунтжака індійського. Чорний мунтжак занесений до Міжнародної червоної книги.

## Поширення
Цей вид поширений у східній частині Китаю (у південно-східній частині провінції Аньхой, на півночі провінції Фуцзянь, північному сході провінції Цзянсі і заході провінції Чжецзян (Ohtaishi і Гао 1990, Ву і ін., 2007). Його ареал раніше простягався від прибережного району Нінбо в гирлі річки Янцзи, на захід, до провінції Гуандун (Ohtaishi і Гао, 1990). Записи з провінції Юньнань і М'янми, відносяться до виду Muntiacus gongshanensis. Тварини живуть на висотах 200—1000 м над рівнем моря.

## Спосіб життя
Цей вид зустрічається, в основному, у лісистих гірських районах, з рясним підліском (Ohtaishi і Гао 1990), а також у змішаному лісі і серед чагарників.